# Itouroup
 (décembre 2013).
Si vous disposez d'ouvrages ou d'articles de référence ou si vous connaissez des sites web de qualité traitant du thème abordé ici, merci de compléter l'article en donnant les références utiles à sa vérifiabilité et en les liant à la section « Notes et références ».
Itouroup (en russe : Итуруп, Остров Итуру́п, Ostrov Itouroup ; en aïnou エトゥオロプシリ, Etuworop-sir ; en japonais : 択捉島, Etorofu-tō) est la plus grande île de l'archipel des îles Kouriles. Avec une superficie de 3 139 km2, c'est la 157e île du monde. Elle fait partie de l'oblast de Sakhaline en Russie. C'est l'île la plus septentrionale du groupe d'îles de l'archipel revendiquées par le Japon.
Itouroup est située en mer d'Okhotsk, près de l'extrémité méridionale de l'archipel des Kouriles, entre Kounachir (19 km au sud-ouest) et Ouroup (37 km au nord-est). La ville de Kourilsk se trouve approximativement au centre de sa côte occidentale.
L'île dispose d'un aérodrome à Bourevestnik sur lequel de nombreux  avions militaires Mig de la défense aérienne russe (Voyska PVO)  ont été stationnés depuis les années 1950. En 1968, le vol 253 de Seaboard World Airlines (en) fut intercepté au-dessus des Kouriles et forcé à atterrir à Bourevestnik avec 214 soldats américains en route pour le Vietnam. Un aérodrome plus ancien, Vetrovoïe, a été utilisé par l'armée japonaise durant la Seconde Guerre mondiale.

## Géographie
Itouroup est constituée de massifs volcaniques et de chaînes de montagnes. Une rangée d'une douzaine de volcans alignée selon un axe nord-est au sud-ouest forme le cœur de l'île; le plus grand est Stokap (1 634 m). Les rivages d'Itouroup sont hauts et abrupts. La végétation est principalement composée d'épicéas, de mélèzes, de pins, de sapins et de forêts d'arbre feuillus avec des aulnes, des lianes et des sous-bois de bambous des Kouriles. Les montagnes sont couvertes de bouleaux, de pins sibériens nains, de fleurs herbacées ou de rochers nus.

### Isthme de Vetrovoy
Le développement de l'arc des îles Kouriles a été considérablement influencé par des éruptions volcaniques de grande ampleur formant des caldeiras au cours du Néo-Pléistocène supérieur-Holocène, qui ont introduit de grandes quantités de matériaux ponces-pyroclastiques et de téphras dans la zone de traitement des vagues. Sur l'île d'Iturup, la formation de quatre grandes caldeiras d'effondrement au cours du Néo-Pléistocène supérieur-Holocène a entraîné la libération d'environ 450 km³ de pyroclastiques principalement dacites.
La formation de l'isthme subaérien de Vetrovoy est attribuée à l'accumulation de ces matériaux lors de puissantes éruptions explosives formant des caldeiras dans le détroit peu profond entre les îles voisines. L'aspect géomorphologique actuel de l'isthme est la conséquence de la transformation ultérieure des pyroclastiques par les vagues et l'éolien, conduisant à la formation de terrasses marines et lagunaires.
Une étude d'Afanas'ev et al.se concentre sur l'examen de l'existence du détroit séparant les parties sud et nord de l'île d'Iturup au milieu de l'Holocène tardif du point de vue de la géomorphologie côtière. Le volcanisme explosif du Pléistocène tardif est considéré comme ayant été plus intense et plus long que les événements de l'Holocène précoce, ce qui a conduit à la formation de dépôts de pierre ponce dans le golfe de Prostor de l'île d'Iturup. La datation au radiocarbone de la tourbière sous-jacente à la couverture ponce-pyroclastique de l'isthme de Vetrovoy suggère des événements survenus il y a environ 38 000-39 000 ans.
La stratigraphie, la genèse et la chronologie des dépôts holocènes de l'île d'Iturup sont peu étudiées et reposent principalement sur les datations C14 des baies de Kasatka et d'Olga[14]. Trois phases transgressives de sédimentation, comparables aux périodes atlantique, subboréale et subatlantique, avec une élévation maximale du niveau de la mer jusqu'à 3,5 mètres au-dessus du niveau actuel dans l'Atlantique, ont été identifiées à l'embouchure de la rivière Kurilka.
Les travaux de terrain menés en 2017-2018 sur l'isthme de Vetrovoy ont révélé des dislocations volcano-tectoniques avec une couche de matériaux de plage, suggérant l'occurrence d'au moins deux éruptions pyroclastiques au milieu de l'Holocène tardif. Des études géoradar ont complété les résultats des forages manuels, donnant un aperçu des caractéristiques géologiques de l'isthme.
Les dépôts de l'isthme de Vetrovoy comprennent des dislocations volcano-tectoniques, des pyroclastiques ponceux, des dépôts éoliens de cendres et des formations de téphras. Les paramètres morphométriques de la terrasse du socle indiquent un taux d'élévation de la zone pendant la dernière phase d'accumulation marine côtière qui pourrait atteindre 4 mm/an, ce qui est légèrement supérieur aux 3,5 m/an enregistrés au cours des 6000 derniers milliers d'années.
En conclusion, les études suggèrent que le volcanisme explosif au milieu de l'Holocène tardif a considérablement affecté le plan morphotectonique de la région de l'isthme de Vetrovoy, contribuant peut-être à l'obstruction du détroit. L'élévation de la surface de la terrasse au cours de l'Holocène moyen peut être liée à ces événements volcaniques. Le taux de soulèvement de la zone pendant la dernière phase d'accumulation marine côtière aurait été d'environ 4 mm/an. Cependant, il n'existe actuellement aucune donnée sur l'âge des faciès géoradaires marins identifiés à la suite des recherches sur l'isthme de Vetrovoy.

## Histoire

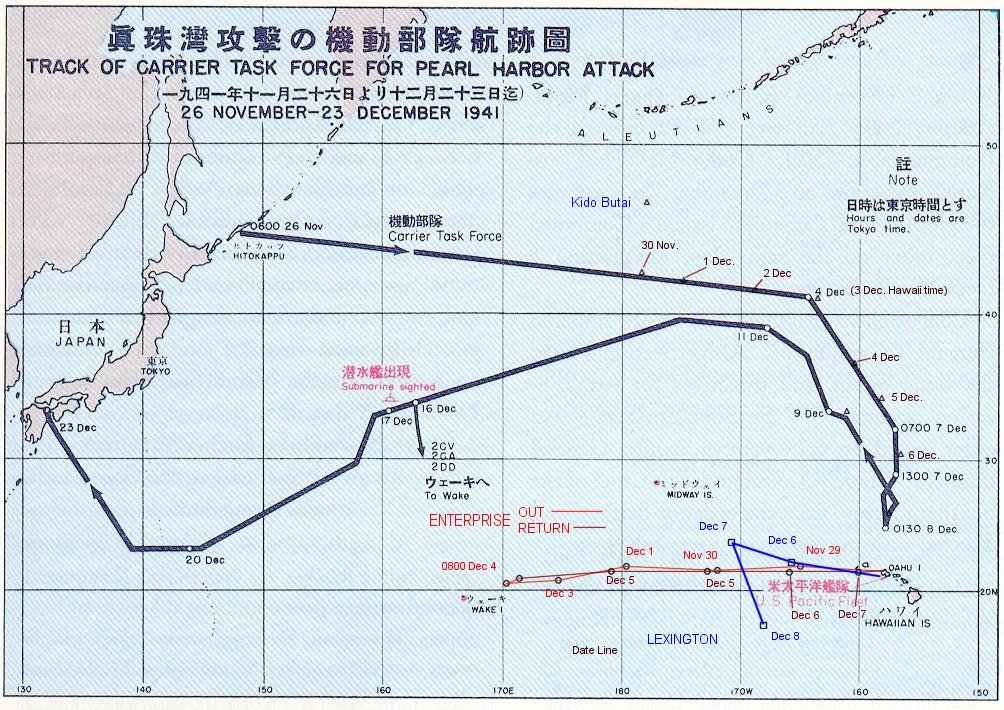
Route empruntée par la flotte japonaise pour aller à Pearl Harbor

Initialement habitée par les Aïnous, l'île accueillit une colonie russe (fin du XVIIIe siècle) puis une garnison japonaise (1800), là où se trouve maintenant Kourilsk. En 1855, Itouroup fut reconnue japonaise par le traité de Shimoda.
Le 26 novembre 1941, l'île et ses baies comme celle d'Hitokappu (en japonais 単冠湾), sur la côte Est d'Iturup, servirent de lieu de rendez-vous à la flotte qui navigua ensuite pour aller attaquer Pearl Harbor.
En 1945, l'île fut occupée par l'URSS après la défaite du Japon à la fin de la Seconde Guerre mondiale. En 1956, les deux pays consentirent à rétablir des relations diplomatiques, mais le traité de paix n'est toujours pas ratifié (en 2023) à cause du statut contesté d'Itouroup et d'autres îles que le Japon continue de revendiquer.

## Économie
L'économie de l'île est, depuis 1945, grandement liée à la pêche saisonnière des saumons qui viennent frayer dans la centaine de rivières de Itouroup.
Il existe un centre d'extraction de minerai de rhénium.

## Galerie

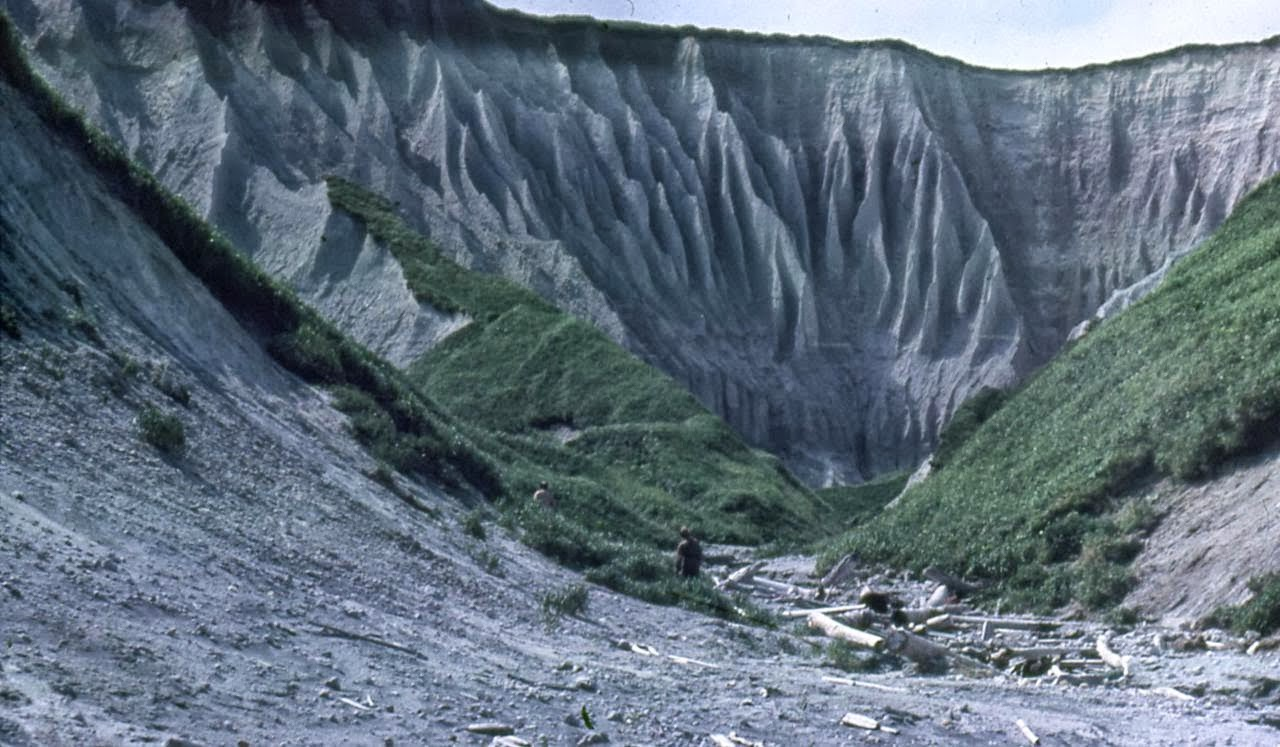
Itouroup, 1981
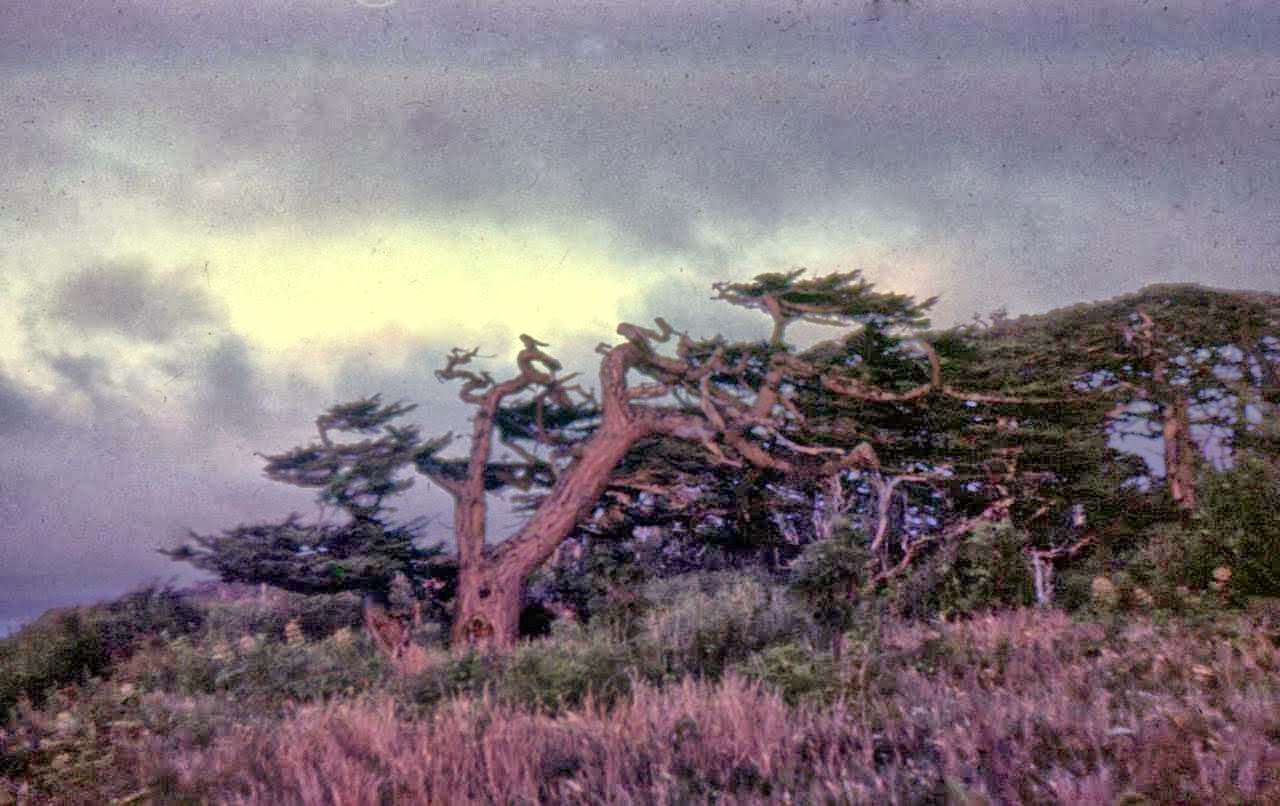
Les arbres sous le vent constant, 1981
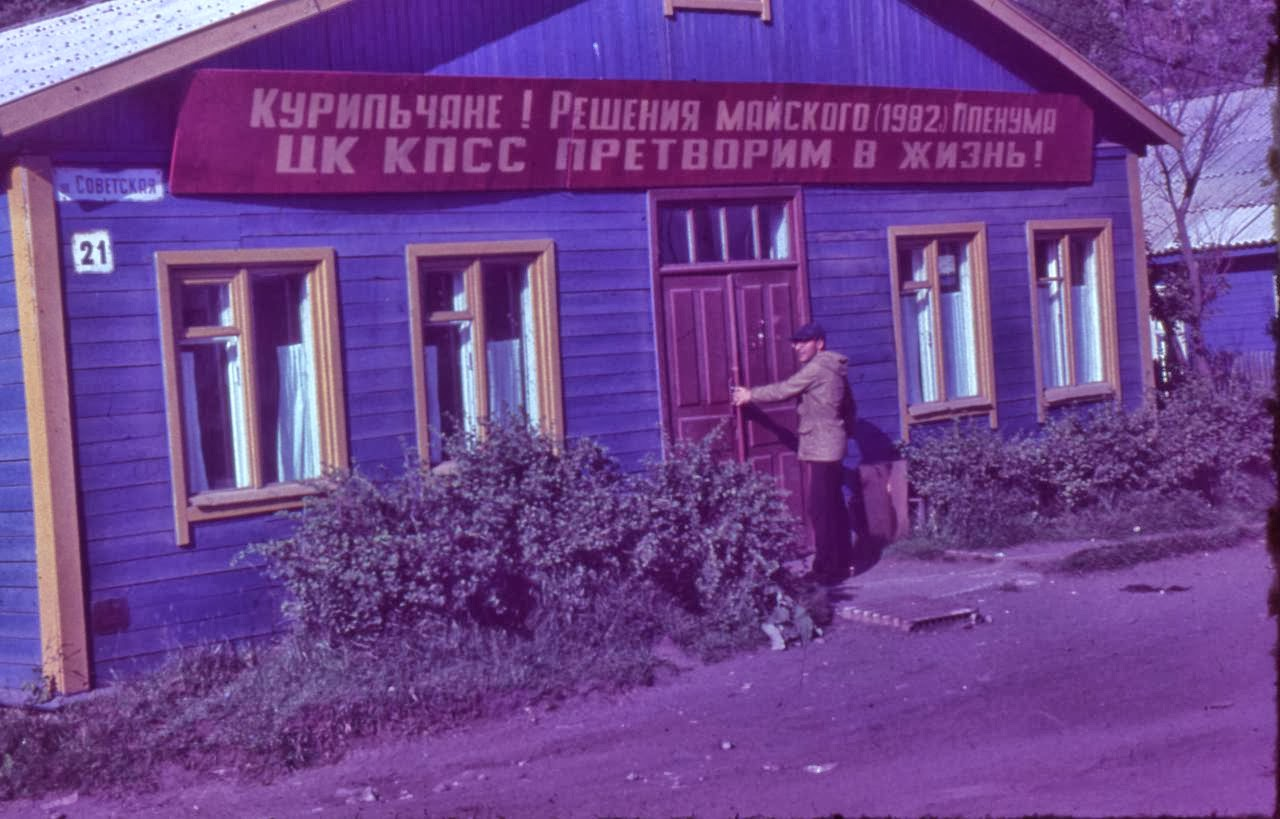
Kourilsk, bâtiments de l'administration locale, 1981
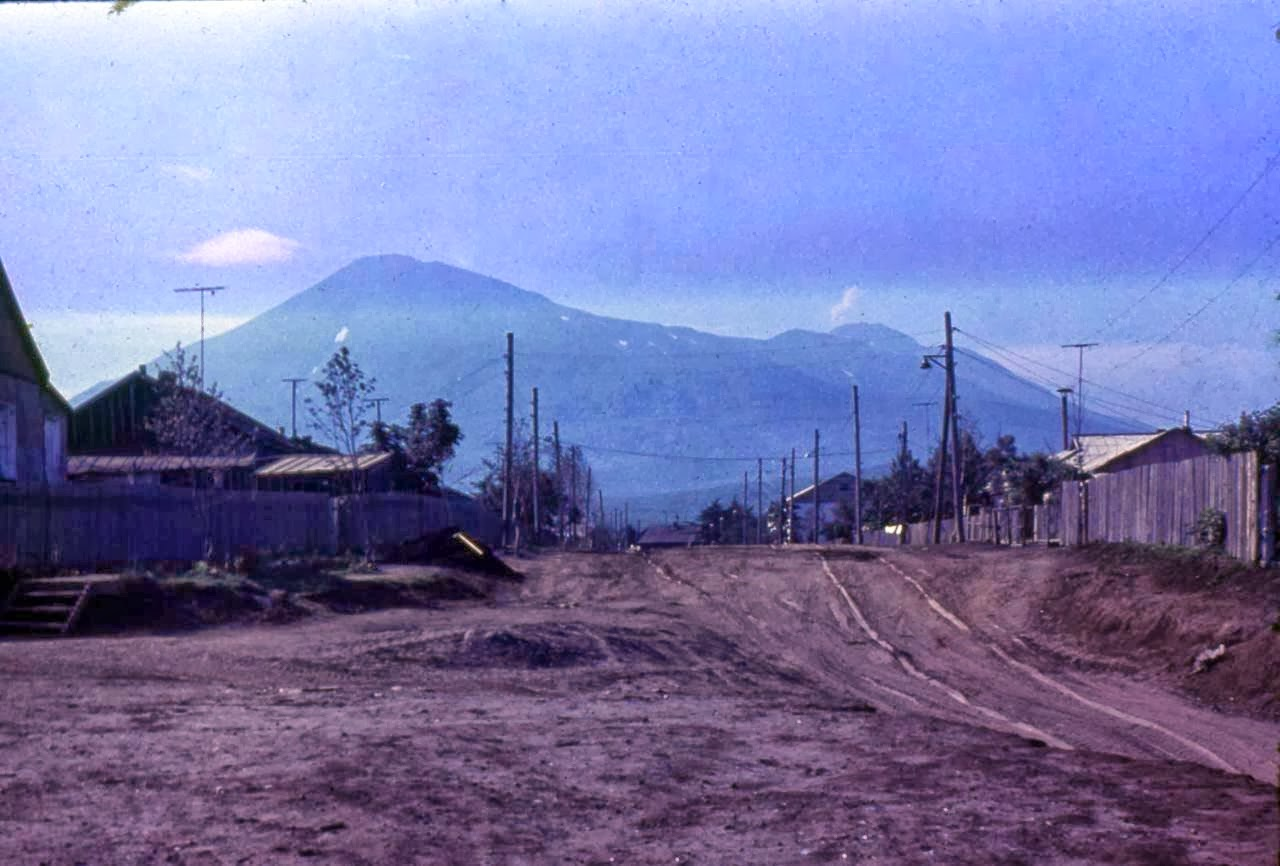
Kourilsk, 1981